# سادرلند (نبراسکا)
سادرلند(به انگلیسی: Sutherland) شهری در ایالت نبراسکا کشور ایالات متحده آمریکا است که جمعیت آن در سرشماری سال ۲۰۱۰ میلادی، ۱٬۲۸۶ نفر بوده‌است.